# Districtul Prachatice
Districtul Prachatice  (în cehă Okres Prachatice) este un district din Regiunea Boemia de Sud din Republica Cehă. Districtul se întinde pe o suprafață de 1.943,69 km², având o populație de 92 752 (în 2007).  Districtul cuprinde 106 de localități din care 13 orașe.

## Orașe și comune
Orașele sunt prezentate în caractere îngroșate, iar târgurile în italice:
- Babice
- Bohumilice
- Bohunice
- Borová Lada
- Bošice
- Budkov
- Buk
- Bušanovice
- Chlumany
- Chroboly
- Chvalovice
- Čkyně
- Drslavice
- Dub
- Dvory
- Horní Vltavice
- Hracholusky
- Husinec
- Kratušín
- Křišťanov
- Ktiš
- Kubova Huť
- Kvilda
- Lažiště
- Lčovice
- Lenora
- Lhenice
- Lipovice
- Lužice
- Mahouš
- Malovice
- Mičovice
- Nebahovy
- Němčice
- Netolice
- Nicov
- Nová Pec
- Nové Hutě
- Olšovice
- Pěčnov
- Prachatice
- Radhostice
- Stachy
- Stožec
- Strážný
- Strunkovice nad Blanicí
- Šumavské Hoštice
- Svatá Maří
- Těšovice
- Tvrzice
- Újezdec
- Vacov
- Vimperk
- Vitějovice
- Vlachovo Březí
- Volary
- Vrbice
- Záblatí
- Zábrdí
- Zálezly
- Zbytiny
- Zdíkov
- Žárovná
- Želnava
- Žernovice